# Dieter Wiedenmann
Dieter Benedikt Wiedenmann (Ulma, 23 aprile 1957 – Karlsbad, 11 novembre 1994) è stato un canottiere tedesco.

## Palmarès

### Olimpiadi
- 1 medaglia:
  - 1 oro (Los Angeles 1984 nel quattro di coppia)